# Mjölnargården i Gavelhyttan
Mjölnargården i Gavelhyttan är en gård i Gavelhyttan mellan Hofors och Sandviken i Sandvikens kommun i Gästrikland. Gården som byggdes i slutet av 1700-talet blev ett byggnadsminne 1990.

## Historia
År 1784 uppförde Hans Jansson i Nor en tullkvarn vid Gavelhyttån alldeles vid utflödet mot Stor-Gösken. De rättsliga tvister som följde mellan honom och Hammarby bruk om kvarnrättigheterna varade i tjugo år därefter. Strax efter kvarnbygget lät mjölnaren Gert Åberg bygga mjölnarbostaden i Gavelhyttan. Ungefär 1860 konstruerade byamännen i Nor sin egen kvarn i Gavelhyttan som var i drift fram till 1950-talet. Efter att kvarnen gått ur drift hyrdes mjölnargården under en tid ut som sommarland. År 1989 renoverades gården in- och utvändigt för att tjäna som permanentbostad.

## Beskrivning
Gården har bevarats i sin helhet och omfattar mangårdsbyggnad med inredd vind, bryggstuga, ladugård, jordkällare och smedja. Husen har vita putsade fasader och tak av tvåkupigt taktegel. Själva mangårdsbyggnaden har ett för 1700-talets slut typiskt sadeltak med valmade gavelspetsar. Fasaden pryds av profilerade listverk och pilastrar, entrédörren kröns av ett överstycke i rokoko. Husets stora sal går också i rokoko med breda stuckaturlister, putsat tak och gustavianska dörrfoder. Ekonomibyggnaderna är enklare, men ändå välbevarade undantaget bryggstugan som byggts om invändigt till stall.